# 上奥斯贝根
上奥斯贝根（法語：Oberhausbergen，发音：[obəʁ.ausbɛʁgən]），或纯音译作欧伯奥斯贝根，是法国下莱茵省的一个市镇，属于斯特拉斯堡区（Strasbourg）和厄奈姆县（Hœnheim）。该市镇总面积3.79平方公里，2009年时的人口为4936人。

## 地名
该地名Oberhausbergen来源于德语，前缀“Ober-”在德语中意为“上”，且该地通过中奥斯贝根（Mittelhausbergen ，前缀“Mittel-”在德语中意为“中”；此地或纯音译作“米特劳斯贝根”）与下奥斯贝根（Niederhausbergen，前缀“Nieder-”在德语中意为“下”；此地或纯音译作“尼德奥斯贝根”）相连。

## 人口
上奥斯贝根人口变化图示